# Luigi Sidoti
Luigi Sidoti (Mineo, 20 agosto 1936) è un politico italiano.

## Biografia
Viene eletto più volte consigliere comunale a Catania, prima per il Movimento Sociale Italiano e poi per Alleanza Nazionale. Nel 1994 è stato eletto alla Camera dei deputati nelle file di Alleanza Nazionale nella XII legislatura. Conclude il proprio mandato parlamentare nel 1996.